# La Reine du sud
Ne doit pas être confondu avec Reine du Sud.
La Reine du sud (La Reina del Sur) est une telenovela américaine.
La première saison a été diffusée entre le 28 février 2011 et le 30 mai 2011 sur Telemundo aux États-Unis et à partir du 14 mars 2011 sur Antena 3 en Espagne.
La deuxième saison a été diffusée entre le 22 avril 2019 et le 29 juillet 2019 sur Telemundo aux États-Unis.
La troisième saison a été diffusée entre le 18 octobre 2022 et le 16 janvier 2023 sur Telemundo aux États-Unis.
En France, la première saison a été diffusée à partir du 29 février 2012 sur France Ô, puis disponible depuis l'automne 2016 sur 6play ; et au Québec à partir du 31 décembre 2012 sur Séries+.
Le 11 mai 2017, Telemundo confirme que La Reine du sud est renouvelée pour une deuxième saison[réf. souhaitée] dont la diffusion était prévue pour l'année 2019 aux États-Unis.
Le 16 juillet 2020, Kate del Castillo et la chaine Telemundo annonce que La Reine du sud est renouvelée pour une troisième saison dont la diffusion est prévue pour 2021 - 2022 aux États-Unis.

## Synopsis

### Saison 1 (2011)
À l'âge de 23 ans, Teresa Mendoza aime vivre dangereusement. Cette charmante jeune femme est la petite amie de Guero, un trafiquant de drogues qui fait d'énormes profits. En raison de son influence grandissante et surtout parce qu' il est un indic de la DEA, sa tête est mise à prix et il est exécuté par le chef du cartel Sinaloa. Obligée de quitter le Mexique pour préserver sa vie, Teresa fuit aux États-Unis puis en Espagne à Melilla et Marbella.
Mais alors que rien ne la prédestinait à exercer le pouvoir, son amour pour Guero va la conduire à régner sur un cartel et à devenir « La Reine du sud ».

### Saison 2 (2019)
L'histoire tourne de nouveau autour de Teresa Mendoza, huit ans après les événements de la première saison. Disparue du reste du monde, Teresa, sous le nom de Maria Dantes, vit maintenant une existence idyllique avec sa fille Sofia à Massa Maritima, petite ville de Toscane (Italie). Mais sa fille est enlevée par ses ennemis et Teresa va devoir retourner au Mexique, son pays natal, pour se confronter à ses ravisseurs et la libérer.

### Saison 3 (2022)
4 ans après les événements de la deuxième saison, Teresa Mendoza est en prison aux États-Unis condamnée pour le meurtre de trois agents de la DEA, avec l'aide de Oleg et Jonathan, elle va concevoir un plan qui va l'amener à parcourir l'Amérique Latine et enfin dire adieu à son passé criminelle et à sa vie de fugitive et vivre heureuse avec sa fille Sofia.

## Distribution des saisons 1 à 3

### Acteurs et Personnages
- Kate del Castillo : Teresa Mendoza
- Rafael Amaya : El Guero Davila
- Iván Sánchez : Santiago Fisterra
- Humberto Zurita : Don Epifanio Vargas
- Cristina Urgel : Patricia "Patty" O'Farrell
- Alberto Jiménez : Oleg Yasikov
- Miguel de Miguel : Teo Aljarafe
- Gabriel Porras : Roberto Gato Márquez / El Gato Fierros
- Salvador Zerboni : Ramiro Vargas / El Ratas
- Nacho Fresneda : Dris Larbi
- Mónica Estarreado : Fátima Mansur
- Alejandro Calva : César Güemes / Batman
- Cuca Escribano : Sheila
- Dagoberto Gama : Potequim Gálvez / El Pote
- Christian Tappan : Willy Rangel
- Eduardo Velasco : Colonel Abdelkader Chaib
- Alfonso Vallejo : Manolo Céspedes
- Pablo Castañón : Lalo Veiga
- Miguel Ángel Blanco : Siso Pernas
- Lorena Santos : Soraya
- Sara Maldonado : Verónica Cortés / Guadalupe Romero
- Carmen Navarro : Marcela / La Conejo

- Alejandro Calva : César Güemes
- Eduardo Velasco : Abdelkader Chaib
- Antonio Gil : Oleg Yosikov
- Carmen Navarro : Marcela / La Conejo
- Christian Tappan : Willy Rangel
- Cuca Escribano : Sheila
- Abdelali el Aziz : Ahmed
- Lincoln Palomeque : Faustino Sánchez Godoy
- Miguel Ángel Blanco : Siso Pernas
- Juan José Arjona : Pablo Flores
- Quique Sanmartín : Telmo
- Carlos Aguilar : Benxamin
- Miguel de Miguel : Teo Aljarafe

### Nouveaux acteurs et personnages
- Jesús Castro : Jesús
- Luisa Gavasa : Cayetana Segovia
- Pol Monen : Juan
- Eduardo Yáñez : Antonio Alcalá
- Aitor Luna : Pedro
- Sara Vidorreta : Rocío Aljarafe
- Raoul Bova : Francesco Belmondo
- Paola Núñez : Manuela
- Patricia Reyes Spíndola : Carmen Martínez
- Mark Tacher : Alejandro Alcalá
- Kika Edgar : Genoveva Alcalá
- Flavio Medina : Zurdo Villa
- Eduardo Santamarina : Mariano Bravo
- Eric Roberts : Erick Sheldon
- Isabella Sierra : Sofía Dantes
- Tiago Correa : Jonathan Peres
- Agata Clares : Paloma Aljarafe
- Emannuel Orenday : Danilo Márquez
- Carmen Flores Sandoval : Charo
- María Camila Giraldo : Jimena Montes
- Alejandro Speitzer : Ray Dávila
- Vera Mercado : Virginia Vargas
- Norma Angélica : Morgana
- Eduardo Pérez : Sergio
- Dimitry Anisimov : Anton
- Aroha Hafez : Triana
- Anna Ciocchetti : Marietta Lancaster
- Roberto Abraham Wohlmuth : Lencho

## Saisons
| Saisons | Saisons | Episodes | Episodes | Périodes             | Début           | Fin             |
| ------- | ------- | -------- | -------- | -------------------- | --------------- | --------------- |
|         | 1       | 183      | 63       | du lundi au vendredi | 28 février 2011 | 30 mai 2011     |
|         | 2       | 183      | 60       | du lundi au vendredi | 22 avril 2019   | 29 juillet 2019 |
|         | 3       | 183      | 60       | du lundi au vendredi | 18 octobre 2022 | 16 janvier 2023 |

### Saison 1
1. Courir pour vivre (Correr para vivir)
2. Évasion (Vía de escape)
3. Détention d'innocent (Detener inocentes)
4. Jeu de Chance (Juego de suerte)
5. Vendu pour la drogue (Vendida por droga)
6. Honneur bafoué (Honor herido)
7. Vengeance mexicaine (Venganza Mexicana)
8. Échapper au destin (Escapar del destino)
9. Désir (Deseo Gallego)
10. Trafique de cauchemar (Pesadilla de tráfico)
11. Jouer avec la vie (Jugar con la vida)
12. Tuer par amour (Matar por amor)
13. Sacrifice d'amour (Sacrificio de amor)
14. La Course au haschisch (Carrera de Hachís)
15. Victime de torture (Víctima de tortura)
16. Amour à la mexicaine (Amor a la Mexicana)
17. Mission accomplie (Misión cumplida)
18. Amour à la folie (Amar con locura)
19. Amour mortel (Amor mortal)
20. La Lutte de Sudacas (Pelea de Sudacas)
21. Objet des désirs (Objeto de deseo)
22. Malchance (Mala suerte)
23. Liberté dangereuse (Libertad peligrosa)
24. La Mafia du trésor (Tesoro de mafia)
25. Pari russe (Apuesta rusa)
26. Trafic d'influence (Tráfico de influencias)
27. Ennemie mortelle (Enemiga mortal)
28. Chemin de cendre (Camino de ceniza)
29. Victime de son propre jeu (Víctima de su Juego)
30. Morte par amour (Muerte por amor)
31. Coupable de massacre (Culpable de masacre)
32. Sur la piste de Teresa (Pistas señaladas)
33. Échappée de justesse (Escape de suerte)
34. Mexicains sur la braise (Mexicanos a la brasa)
35. Mourir ou vivre (Morir o vivir)
36. Pacte de mort (Pacto de muerte)
37. Sauvé (Salvar reinas)
38. Guerre des Reines (Guerra de Reina)
39. Attraction démesurée (Atracción desmedida)
40. Double Vie (Vida doble)
41. Séduction mortelle (Seduccion mortal)
42. Comptes au carré (Ajustar cuentas)
43. Alliance sanglante (Alianza sangrienta)
44. La Vengeance de la Reine (Venganza de Reina)
45. Ennemis proches (Enemigos cercanos)
46. Célébration de divorce (Celebrar divorcios)
47. Marquage de territoire (Marcar territorio)
48. Suicide d'adieu (Despedida suicida)
49. Premier accord (Primera plana)
50. Désirs de trahison (Deseos de traición)
51. Sans issue (Sin salida)
52. Amour aveugle (Amor ciego)
53. Déception fatale (Engaño fatal)
54. Abîme de fin (Abismo extremo)
55. Victime mortelle (Víctima mortal)
56. Amour sanglant (Amor suicida)
57. Arme blanche (Arma blanca)
58. Trahison précise (Traición certera)
59. Jeu d'escroquerie (Juego de estafa)
60. Escroquerie mortelle (Estafa mortal)
61. Menace (Escape y amenaza)
62. Le Vol ultime (Última huida)
63. Impact final (Final impactante)

## Article annexe
- Psychotrope au cinéma et à la télévision